# Ewald-Heinrich von Kleist

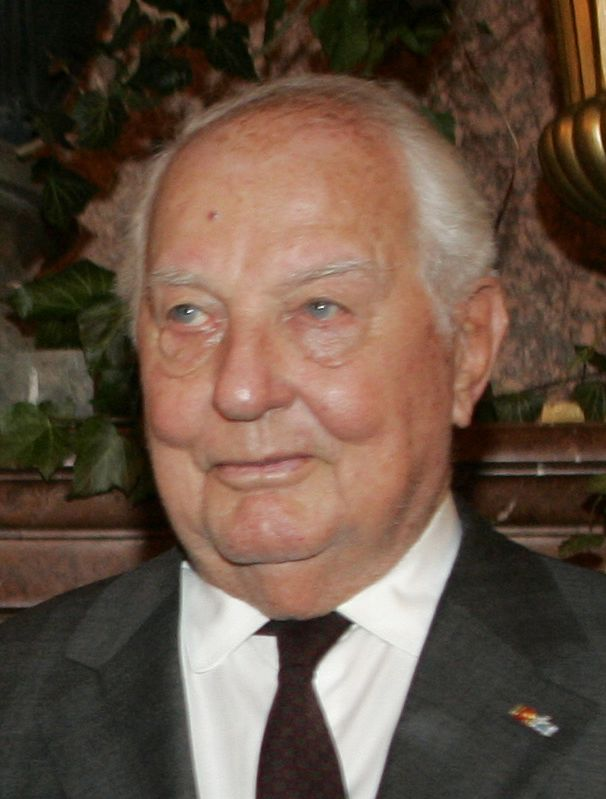
Ewald-Heinrich von Kleist während der Münchner Sicherheitskonferenz (2009)

Ewald-Heinrich Hermann Konrad Oskar Ulrich Wolf Alfred von Kleist-Schmenzin (* 10. Juli 1922 auf Gut Schmenzin, Pommern; † 8. März 2013 in Prien am Chiemsee) war ein deutscher Offizier der Wehrmacht (Oberleutnant) und Widerstandskämpfer des 20. Juli 1944. Nach dem Zweiten Weltkrieg trat er als Verleger und Herausgeber sowie von 1963 bis 1998 als Initiator der Wehrkundetagung in Erscheinung, die heute unter dem Namen Münchner Sicherheitskonferenz firmiert. Für sein Vermächtnis wurde er international hoch geehrt.

## Leben

### Pommersche Herkunft

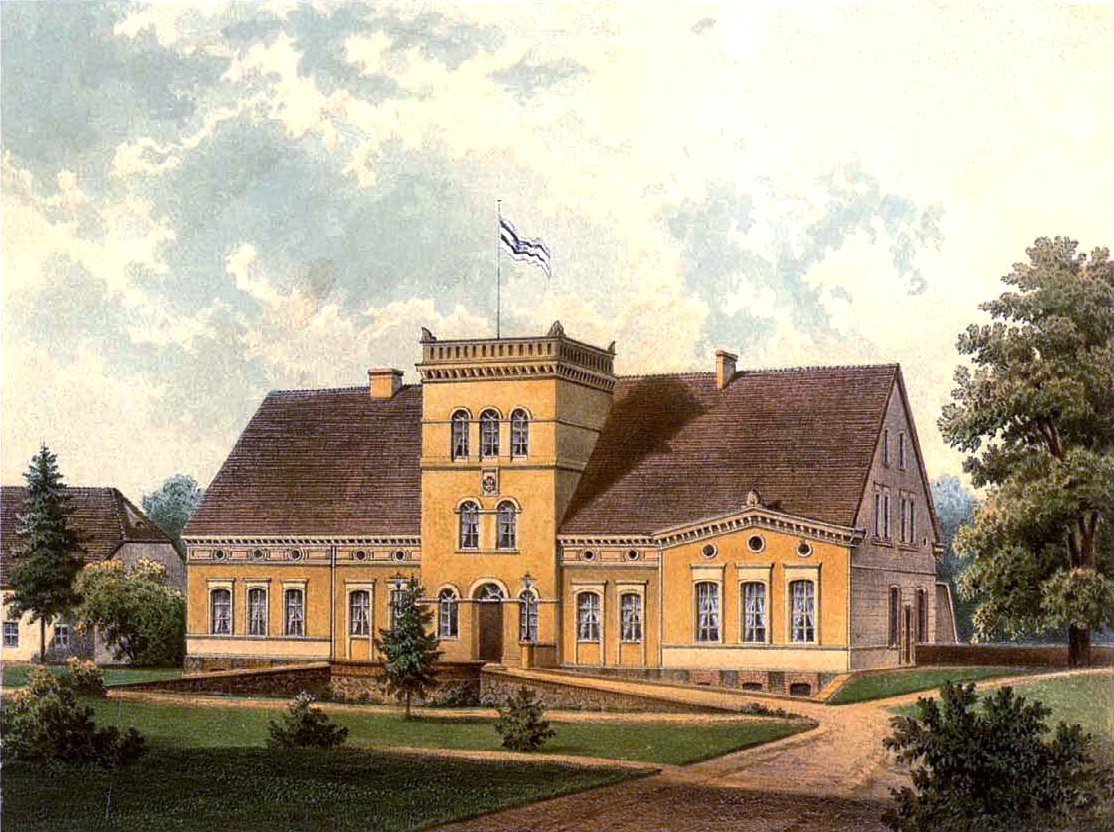
Rittergut Schmenzin, Geburtshaus von Ewald-Heinrich von Kleist

Ewald-Heinrich von Kleist entstammt väterlicherseits einer alten preußischen Adelsfamilie, so zählt zu seinen direkten Vorfahren der Landrat Otto Bogislaff von Kleist (Urururgroßvater). Sein Großvater mütterlicherseits war der deutschnationale Politiker Oskar von der Osten-Warnitz. Kleist (junior) war das älteste der sechs Kinder von Ewald von Kleist-Schmenzin (1890–1945), Jurist und Politiker (DNVP), aus dessen erster Ehe mit Anna von der Osten (1900–1937) und wurde auf dem elterlichen Gut Schmenzin in Belgard, einem Kreis im pommerschen Regierungsbezirk Köslin, geboren. Sein Vater heiratete 1938 in zweiter Ehe eine Tochter des Generalmajors Horst Kuhlwein von Rathenow und wurde Vater von zwei weiteren Kindern.
Kleist (senior) verkehrte früh mit dem Widerstandskämpfer Hans Oster, Offizier in der Abwehrabteilung des Reichswehrministeriums, in Schmenzin und reiste im Auftrag deutscher Militärs nach England, um dort Beziehungen zu knüpfen. Am 21. Juli 1944 wurde er, Widerstandskämpfer und vorgesehen als Politischer Beauftragter für Pommern, in Schmenzin in „Sippenhaft“ genommen und nach dem Todesurteil im Februar 1945 vor dem Volksgerichtshof im April 1945 hingerichtet. Zuvor begegnete er wohl Kleist (junior) das letzte Mal im Zellengefängnis Lehrter Straße.
Da Kleist juniors Eltern ihn nicht von einem Hauslehrer unterrichten lassen wollten, besuchte er von 1936 bis 1940 das von dem Reformpädagogen Kurt Hahn gegründete Internat Birklehof bei Freiburg. Nach dem Abitur begann er eine Lehre in der Landwirtschaft in Pommern, um zukünftig den elterlichen Betrieb auf Gut Schmenzin übernehmen zu können.

### Offizierausbildung in Potsdam und an der Ostfront
Am 1. August 1941 trat er nach eigenen Angaben aus politischen Gründen freiwillig als Offizieranwärter (Fahnenjunker) in das Infanterie-Regiment 9 der Wehrmacht in Potsdam bei Berlin ein, wo viele (spätere) Widerstandskämpfer ihren Dienst taten (u. a. Fritz-Dietlof Graf von der Schulenburg, dessen „Protegé“ Kleist wurde, sowie Axel Freiherr von dem Bussche-Streithorst, Hans Karl Fritzsche, Ludwig Freiherr von Hammerstein-Equord, Friedrich Karl Klausing, Georg-Sigismund von Oppen und Henning von Tresckow) und welches als tendenziell demokratisch-konservativ galt. Ungeachtet dessen wurde er, wie ab 1934 verlangt, auf den Führer vereidigt.
Am 1. Dezember 1942 erfolgte die Beförderung zum Leutnant (später zum Oberleutnant). Kleist diente als Kompaniechef an der Ostfront (nach eigenen Angaben am Ladogasee, siehe auch Ladoga-Schlachten vor Leningrad), wo er im Juli 1943 verwundet wurde. Als Konsequenz wurde er im Dezember 1943 in das Infanterie-Ersatzbataillon 9 nach Potsdam versetzt.

### Widerstand gegen den Nationalsozialismus

#### Verschwörung und Attentatsplanungen
In der Garnisonsstadt Potsdam integrierte er sich in das „sozial-konspirative Netz der nationalkonservativen Hitlergegner“. Er gehörte zu den Gästen der Familien von Oberst a. D. Freiherr von Schilling (Aussage der Tochter Schillings) und von Oppen in Potsdam sowie auf Schloss Neuhardenberg (Aussage Kleists) des Grafen Hardenberg östlich Berlins. Im Frühjahr 1944 besuchten er, Schulenburg und Fritzsche den Prozess (Vorsitz: Crohne) gegen den Potsdamer Verleger und Buchhändler August Bonneß vor dem Volksgerichtshof in Berlin, aus dem Kleist jedenfalls nach eigenen Angaben lernte, niemals ein Geständnis abzulegen.
Ab 1943 war er Teil des militärischen Verschwörerkreises. Vor allem neben den Offizieren Axel von dem Bussche und Eberhard von Breitenbuch gehörte er zu den unbeirrbaren Hitlergegnern, „die bereit waren, (bei einem Attentat) selbst ihr Leben zu verlieren“. Für Schulenburg sammelte er anfangs Informationen über am Staatsstreich zu beteiligende, verlässliche Offiziere. Hauptmann von dem Bussche, der im Januar 1944 an der Ostfront schwer verwundet worden war und somit als Attentäter ausschied, bastelte noch Ende 1943 mit dem Bataillonsadjutanten Oberleutnant Helmut von Gottberg an Stielhandgranaten, deren Reste Gottberg und Kleist von der Glienicker Brücke in die Havel warfen. Im Januar 1944 trat Schulenburg in der gemeinsamen Potsdamer Wohnung an den Infanterie-Leutnant heran, um ihn für ein Attentat gegen Hitler anzuwerben, danach fand eine Unterredung mit Oberstleutnant i. G. Claus Schenk Graf von Stauffenberg, Stabschef des Allgemeinen Heeresamts, statt. Wie zuvor bei von dem Bussche war an ein Attentat gegen Hitler während einer Uniformvorführung gedacht. Kleist bat um 24 Stunden Bedenkzeit, um vor dem Entschluss zu einem Selbstmordattentat mit seinem Vater in Schmenzin sprechen zu dürfen. Dieser meinte, er könne sich dem Anliegen Stauffenbergs nicht entziehen: „Ja, das musst Du tun. Wer in einem solchen Moment versagt, wird nie wieder froh im Leben.“ Kleist willigte bei Stauffenberg ein, aber das vorgesehene Attentat mit um den Bauch gebundenen Handgranaten fand nicht statt, weil der Vorführtermin mit neuen Uniformen im Februar 1944 abgesagt wurde (die alten verbrannten nach einem alliierten Luftangriff auf Berlin in einem Eisenbahnwagen). Am 11. hielt er sich auf Wunsch Schulenburgs für ca. 1,5 Stunden mit Widany und Oppen in der Dienststelle des Generalquartiermeisters, General der Artillerie Eduard Wagner, in der Prinz-Heinrich-Straße in Berlin bereit. Am 15. Juli 1944 (Stauffenberg hatte den Sprengstoff dabei, das Attentat aber verschob sich, da Himmler nicht anwesend gewesen war) wartete er erneut, diesmal mit Hammerstein-Equord und Oppen, in der Prinz-Heinrich-Straße.
Am Tag des Attentats gegen Hitler am 20. Juli 1944, von dem er bereits am 18. Juli erfahren hatte, wartete er zunächst ab 13:00 Uhr mit den jüngeren Offizieren von Oppen, Fritzsche und Hammerstein-Equord im Berliner Hotel Esplanade am Potsdamer Platz auf Neuigkeiten und fungierte dann im Allgemeinen Heeresamt des Oberkommandos des Heeres („Bendlerblock“) als eine Art „Reserveordonnanz“. Gegen 16:30 Uhr hörte er von Stauffenberg persönlich, dass Hitler tot sei. Danach war er bei der Verhaftung von Generaloberst Friedrich Fromm, dem Befehlshaber des Ersatzheeres, anwesend, dem er gemeinsam mit Oberleutnant Werner von Haeften die geladene Pistole vorhielt. Auch setzte er gemeinsam mit einem Unteroffizier General Joachim von Kortzfleisch, Wehrmachtkommandant von Berlin, fest. Ferner nahm er am Nachmittag gemeinsam mit Hammerstein-Equord an der Entwaffnung des eingetroffenen SS-Oberführers Humbert Achamer-Pifrader teil. General Friedrich Olbricht, der zuvor den Walküre-Plan ausgelöst hatte, beauftragte Kleist um 18:00 Uhr mit einem Rundgang im Regierungsviertel zur Berichterstattung bezüglich der Entwaffnungen (etwa der „Leibstandarte SS Adolf Hitler“) durch das Wachbataillon. Kleist meldete sodann die zunächst positiven Fortschritte. In der Nacht wurde er, nachdem er ab 21:30 Uhr von Olbricht bei der Stadtkommandantur (unter Generalleutnant Paul von Hase) und dem Polizeipräsidium (unter SS-Obergruppenführer Wolf-Heinrich von Helldorff) eingesetzt war, um Kräfte zu generieren, in der Bendlerstraße festgesetzt. Kleist versuchte zweimal vergeblich zu fliehen. Als Gefangener begegnete er nach Mitternacht kurzzeitig dem SS-Sturmbannführer Otto Skorzeny, der mit einer SS-Einheit in den Bendlerblock eingedrungen war und den Umsturzversuch beendet hatte.

#### KZ-Haft und Flucht nach Italien
Er wurde sodann in das Berliner Gestapohauptquartier in die Prinz-Albrecht-Straße gebracht, wo er etliche Male verhört wurde. Es schlossen sich Verhöre im Zellengefängnis Lehrter Straße an. Am 21. Juli 1944 wurde er mit Ulrich Wilhelm Graf Schwerin von Schwanenfeld und Fritz von der Lancken in die Sicherheitspolizeischule Drögen bei Fürstenberg verbracht; dort fanden „verschärfte Verhöre“ einer Sonderkommission statt. Es folgte die zwischenzeitliche Unterbringung mit den Grafen Schwerin und Wartenburg im benachbarten Konzentrationslager Ravensbrück
(für ca. 4 Monate), wo auch Helmuth James Graf von Moltke zu den Mithäftlingen gehörte. Es gelang Kleist allerdings – im Gegensatz zu seinem Vater – die Aktivitäten im Widerstand zu vertuschen, indem er sein Aufgreifen als „Zufall“ darstellte. Ein Ermittlungsverfahren wegen Hoch- und Landesverrats gegen ihn sowie Fritzsche und Oppen wurde im Dezember 1944 durch den Oberreichsanwalt beim Volksgerichtshof, Emil Brettle, aus Mangel an Beweisen eingestellt. Im Berliner Zuchthaus Tegel wurde Kleist erklärt, dass er freies Geleit habe, sich aber bei der Wehrmacht melden müsste.
Zuvor, im September, war er aber offenbar aus der Wehrmacht ausgestoßen worden. Der befreundete Oberstleutnant i. G. Victor von Schweinitz, Dritter Generalstabsoffizier der Heeresgruppe C in Norditalien, stellte Kleist (und Oppen), unterstützt von einem Oberst in der Personalverwaltung der Heeresgruppe, gefälschte Papiere aus. Schweinitz stand dem Widerstand geistig nahe, ohne ihm angehört zu haben. Kleist erhielt zwei Marschbefehle (nach Genua und an das Tyrrhenische Meer), womit er in der Lage war, sich in dieser Region in ständiger Bewegung zu halten. Im Mai 1945 geriet er bei der Festungsbrigade 135 in US-amerikanische Kriegsgefangenschaft. Das Office of Strategic Services (OSS), der Militärnachrichtendienst der USA, versuchte ihn in Genua für Propagandazwecke zu gewinnen, was Kleist ablehnte. Im Juli 1945 wurde er nach einer Bedenkzeit am Nemisee Richtung Oberbayern entlassen; obwohl nicht in der Ideologie der Nationalsozialisten verfangen, erhielt er einen sogenannten „Persilschein“.

#### Erinnerungen an den 20. Juli
Kleist trat in den 1950er Jahren einer durch Rechtsanwalt Otto Joseph, spezialisiert auf Film- und Urheberrecht, gegründeten Urheberrechtsgemeinschaft zur Wahrung der Persönlichkeitsrechte der Überlebenden und Hinterbliebenen des Widerstandes bei.
Er übernahm die historische Beratung für den semidokumentarischen Spielfilm Es geschah am 20. Juli (1954) von Georg Wilhelm Pabst. Eine durch die Produzenten angetragene Beratung des Kinofilms Operation Walküre – Das Stauffenberg-Attentat von Bryan Singer (USA/D 2008) – mit Tom Cruise als Stauffenberg – lehnte er ab; er wird im Film nicht namentlich erwähnt. Wiederholt stand er internationalen Film- und Fernsehproduktionen als Interview- und Gesprächspartner zur Verfügung, unter anderem für den Fernsehfilm Operation Walküre (1971).
Zur Militärparade anlässlich des Französischen Nationalfeiertags am 14. Juli 1994 begleitete er gemeinsam mit den Politikern Manfred Rommel (CDU), Sohn des Generalfeldmarschalls und mutmaßlichen Mitwissers des Hitlerattentats Erwin Rommel, und Klaus von Dohnanyi (SPD), Sohn des Diplomaten und Widerstandskämpfers Hans von Dohnanyi, den deutschen Bundeskanzler Helmut Kohl auf Einladung des französischen Präsidenten François Mitterrand nach Paris und nahm auf der Ehrentribüne Platz. An der Parade auf der Avenue des Champs-Élysées nahmen zum ersten Mal nach 1945 deutsche Einheiten des in Straßburg stationierten Eurokorps teil.
Am 19. Juli 1998 hielt er den Vortrag Eine Frage des Gewissens und der Moral in der Potsdamer Henning-von-Tresckow-Kaserne. Nach dem Tod des Widerstandskämpfers Philipp Freiherr von Boeselager (2008) war Kleist der letzte lebende Mitverschwörer aus dem Kreis um Stauffenberg, zu dessen 100. Geburtstag er am 15. November 2007 bei der zentralen Festveranstaltung in der St.-Matthäus-Kirche in Berlin eine Rede hielt. Am 20. Juli 2010 sprach er vor 2800 geladenen Gästen und zu den 420 Rekruten, die an einem Feierlichen Gelöbnis vor dem Berliner Reichstag teilnahmen, und erinnerte sie an das Hitler-Attentat vom 20. Juli 1944. Er dankte der Bundeswehr für das Bekenntnis, „dass Freiheit und Recht den besonderen staatlichen Schutz verdienen, und wenn es darauf ankommt, auch verteidigt werden wollen, ja gegebenenfalls werden müssen“. Der 65-jährige Frieden in Europa sei einzigartig.

### Nachkriegszeit und Verlegertätigkeit

#### Juristischer Verleger in Berlin
Nach dem Zweiten Weltkrieg kam er zunächst im Haus der Familie des hingerichteten Widerstandskämpfers Ulrich von Hassell in Ebenhausen bei München unter. Er begann im Wintersemester 1945/46 – wie auch der Widerstandskämpfer von Oppen – ein Studium der Rechte und Staatswirtschaft an der Ludwig-Maximilians-Universität München, das er allerdings nicht beendete. Er absolvierte sodann eine kaufmännische Lehre und wurde Teilhaber und Prokurist einer auf medizinische Instrumente spezialisierten Handelsfirma.
Während seines Jurastudiums erkannte er nach eigenen Aussagen den Bedarf an juristischer Literatur für Studenten. Bis 1974 war er daher in diesem Bereich als selbstständiger Verleger tätig: Ewald von Kleist Verlag in Berlin-Charlottenburg (Ecke Kurfürstendamm).

#### Militärfachlicher Herausgeber in München
Im Jahr 1952 war er Mitbegründer (gemeinsam u. a. mit ehemaligen Militärs aus Wehrmacht und SS wie Vollrath von Hellermann, Eberhard Graf von Nostitz, Felix Steiner, Heinrich Detloff von Kalben, Joachim Ruoff und Franz Riedweg) und von 1952 bis 1954 Vorstandsmitglied der Gesellschaft für Wehrkunde (GfW) in München, die sich für deutsche Westintegration und Wiederbewaffnung im Sinne Konrad Adenauers starkmachte. Sie trägt heute den Namen Gesellschaft für Sicherheitspolitik (GSP).
1954 war er Gründer des Verlages Europäische Wehrkunde GmbH in der Münchner Altstadt, deren alleiniger Gesellschafter er wurde. Außerdem begründete er 1951 die sodann (bis 1990) dort erscheinende Militärfachzeitschrift mit dem Titel Wehrkunde (später Europäische Wehrkunde und Europäische Wehrkunde – Wehrwissenschaftliche Rundschau); später ging sie auf den Verlag E. S. Mittler & Sohn über. Die Zeitschrift avancierte zum wichtigsten deutschsprachigen sicherheitspolitischen Publikationsorgan und firmiert heute unter dem Namen Europäische Sicherheit & Technik (ES&T).
Kleist wirkte ferner Mitte der 1950er Jahre im Personalgutachterausschuss, der Bewerber für Offiziersstellen überprüfte, mit.

#### Ehrenamtliches Engagement
Gemeinsam mit Major a. D. Georg von Gaupp-Berghausen, Generalsekretär der Abendländischen Akademie und Leiter des Verlags Neues Abendland, und CDU-Politiker Alois Graf von Waldburg-Zeil gründete er den Club Palais Preysing (CPP) in München, der den Vereinen Europäisches Institut für Politische, Wirtschaftliche und Soziale Fragen aus Bad Godesberg und Abendländische Akademie aus München/Eichstätt Räumlichkeiten zur Verfügung stellte. Kleist war bis Ende der 1960er Jahre dem Europäischen Dokumentations- und Informationszentrums (CEDI) verbunden, dessen Internationalem Beirat er angehörte. Dieser informelle Zusammenschluss europäischer Konservativer stand für die Abendländische Idee ein; als Nachfolger gilt die Paneuropa-Union.
Ferner engagierte er sich, wie schon seine Vorfahren, im protestantischen Johanniterorden, wofür er wiederholt geehrt wurde.

### Wehrkundetagung

#### Gründer der Münchner Sicherheitskonferenz

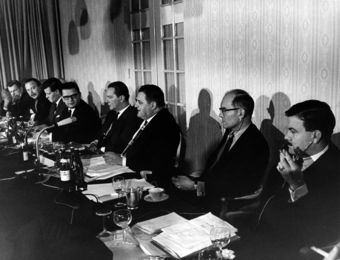
Wehrkundetagung (1964), abgebildet u. a. Zbigniew Brzeziński (links) sowie Ewald-Heinrich von Kleist und Franz Josef Strauß (Mitte)

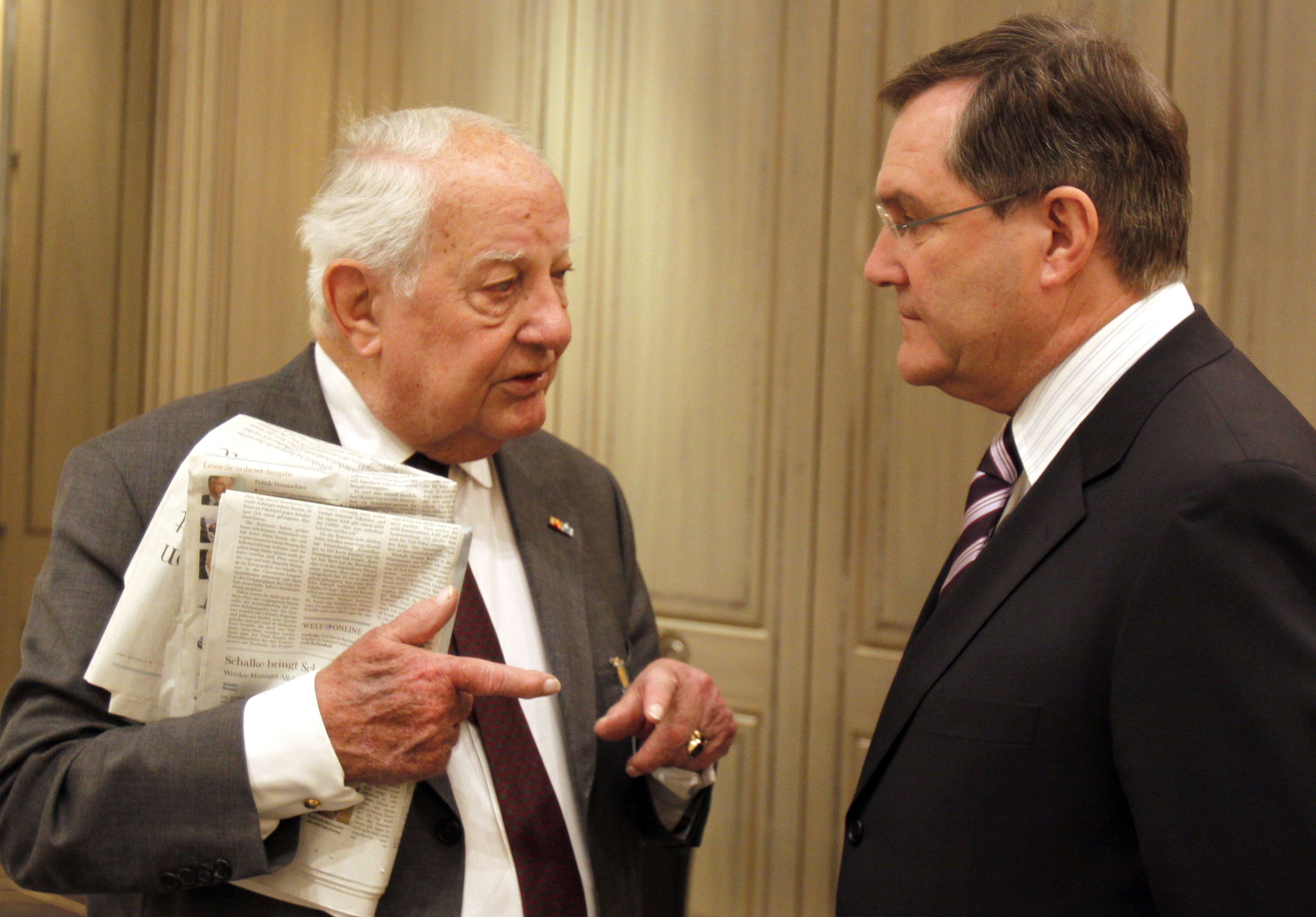
Ewald-Heinrich von Kleist (links) im Gespräch mit Verteidigungsminister Franz Josef Jung auf der Münchner Sicherheitskonferenz (2009)

Im Jahre 1962 begründete er unter dem Eindruck der Kubakrise die Münchner Wehrkundetagung. Im November/Dezember 1963 fand die I. Internationale Wehrkunde-Begegnung statt. Nach dem Ende des Kalten Krieges wurde die Wehrkundetagung in Münchner Konferenz für Sicherheitspolitik (MSK) umbenannt. Kleist, der sie bis 1998 moderierte, schaffte es von Beginn an auch über britische und transatlantische Freundschaften hochrangige nationale wie Franz Josef Strauß und Helmut Schmidt und internationale Gäste wie Henry Kissinger zu gewinnen. Offizielle Kooperationen in Form von Empfängen bestehen mit der Bayerischen Staatsregierung und dem Münchner Oberbürgermeister. Regelmäßig wird der Kongress durch Verteidigungsminister (seit den 1970er Jahren) und Bundeskanzler (seit den 1980er Jahren) sowie durch Staat- und Regierungschefs und Vertreter internationaler Organisationen (seit den 2000er Jahren) besucht. Funktionäre der Grünen-Partei, weil pazifistisch, wurden in Kleists Amtszeit nicht geladen und fanden erst unter seinen Nachfolgern Zugang (u. a. Joschka Fischer). Die heute unter dem Namen Münchner Sicherheitskonferenz (MSC) firmierende internationale Konferenz wird nunmehr als eine der wichtigsten außen- und sicherheitspolitischen Diskussionsplattformen Europas angesehen. Sie gilt als Vorbild für die 1968 durch Gaupp-Berghausen in Wien gegründete Gesellschaft für Politisch-Strategische Studien (STRATEG). Die MSC findet jährlich statt, mit Ausnahme von 1991 (Zweiter Golfkrieg) und 1997 (Kleists Abschied, den er 1996 verkündete). Im Laufe der Zeit hat sich das Luxushotel Bayerischer Hof in der Münchner Altstadt als Veranstaltungsort etabliert. Kleists Nachfolger (1999) wurde der Wirtschaftsmanager und Kohl-Berater Horst Teltschik, dem wiederum der Diplomat Wolfgang Ischinger (2008) folgte.

#### Würdigung seines Lebenswerkes

##### Ewald-von-Kleist-Preis
Der Ewald-von-Kleist-Preis der Münchner Sicherheitskonferenz, der 2009 zum ersten Mal verliehen wurde, ist nach Kleist benannt. Er soll Personen ehren, „die sich in besonderer Weise für Frieden und Konfliktbewältigung eingesetzt haben“. Bei der Auszeichnung des ehemaligen US-Außenministers Kissinger (2009) war Kleist selbst Laudator, bis zu kurz vor seinem Tode überreichte er gemeinsam mit Ischinger den Preis in einem festlichen Rahmen unter dem Motto „Frieden durch Dialog“ in der Münchner Residenz.

##### Weitere Referenzen
Nach seinem Tode 2013 wurde er weltweit (u. a. The Economist, El País, Financial Times, The Guardian, Le Figaro, Haaretz, The Independent, The New York Times, Neue Zürcher Zeitung, Time, The Times, The Washington Post und Die Weltwoche) in Nachrufen gewürdigt. In der Süddeutschen Zeitung gedachte der Publizist Tobias Kniebe an Kleist als „unbeirrbare[n] Humanisten“. Der US-Botschafter Philip D. Murphy attestierte Kleist, der mit der MSC wesentlich zur transatlantischen Partnerschaft beigetragen habe, im Münchner Merkur eine „absolute Moral“ als Widerstandskämpfer, er sei ein Held und Vorbild für nachfolgende Generationen. Der Zeit-Herausgeber Josef Joffe nannte ihn „einen Mann von höchster Intelligenz und feinster Ironie, von unaufdringlicher Weisheit und staubtrockenem Witz“. Er habe die „Aura des Widerstandskämpfers […] gescheut“ und „hatte Charakter“.
Noch im März 2013 wurde ein bisher unbenannter Quartiersplatz, gelegen im Quartier „Altkönigblick“ im Ortsbezirk 12 (Frankfurt-Riedberg), nach einstimmigem Beschluss des Ortsbeirats (bestehend aus CDU, Grünen, SPD, FDP und Freien Wählern) nach Kleist benannt: Ewald-Heinrich-von Kleist-Platz. Die 2014 ausgezeichnete Bebauung wurde 2015 fertiggestellt.
Zum 50. Bestehen der Münchner Sicherheitskonferenz (2014) gab Ischinger den Jubiläumsband Towards Mutual Security. Fifty Years of Mutual Security (mit Jubiläumswünschen von Bundeskanzlerin Angela Merkel, US-Vizepräsident Joe Biden und Wirtschaftsmanager Wolfgang Reitzle) heraus. Darin wurde Kleist u. a. von US-Senator John McCain, der ihn als Freund bezeichnete, gewürdigt. Joffe strich Kleists enge berufliche und private Beziehung zu den Vereinigten Staaten heraus. Peter C. Hughes und Theresa M. Sandwith, beide Kleist freundschaftlich verbunden, nannten ihn einen „deutschen Patrioten“ und Transatlantiker.

### Familie
Kleist heiratete 1960 die Tochter eines ehemaligen Offiziers und Juristen. Das Ehepaar hat zwei Kinder und lebte im Villenviertel Harlaching in München. Sein Schwiegersohn ist der französische Fotograf und Rennfahrer Ferdinand de Lesseps (* 1957), ein Urenkel des Sueskanal-Erbauers. Kleist starb 2013 in seinem Haus am Chiemsee und wurde im engsten Familienkreis beigesetzt. Er war mit dem schweizerischen Künstler Karl Hausherr (1922–2017) und dem spanischen Diplomaten Rodolfo Gijón Belmonte (* 1924) verschwägert.
Er war zeitlebens ein passionierter Jäger, der regelmäßig im US-Bundesstaat Alaska jagte.

## Rede von Ewald von Kleist
- In Reden zu 100. Geburtstag Oberst i. G. Claus Schenk von Stauffenberg. Hrsg. Bundesminister für Verteidigung, Berlin 2008 S. 15–22.

## Auszeichnungen
- 1957: Ehrenritter des Johanniterordens (ER)[71]
- 1975: Rechtsritter des Johanniterordens (RR)[71]
- 1983: Großes Bundesverdienstkreuz
- 1988: Großes Bundesverdienstkreuz mit Stern durch Bundesverteidigungsminister Manfred Wörner[72]
- 1991: Department of Defense Medal for Distinguished Public Service[73] durch US-Vizepräsident Dan Quayle
- 1995: Bayerischer Verdienstorden durch Ministerpräsident Edmund Stoiber[74]
- 1997: Manfred-Wörner-Medaille durch Bundesverteidigungsminister Volker Rühe[75]
- 1997: Department of Defense Medal for Distinguished Public Service[73] durch US-Verteidigungsminister William Cohen
- 2004: Department of Defense Medal for Distinguished Public Service[73]
- 2013: Henry A. Kissinger Prize der American Academy in Berlin, der durch seine Tochter angenommen wurde (Laudatoren: John McCain und Thomas de Maizière) (postum)[76]

Weitere Orden und Ehrenzeichen:
- Officier de la Légion d’honneur
- 1992: Großes Bundesverdienstkreuz mit Stern und Schulterband
- Knight Commander of the Civil Division of the Order of the British Empire (KBE)

## Filmische Rezeption
Im Historienfilm Stauffenberg (D/A 2004) von Jo Baier wird er von Sebastian Rüger („Oberleutnant von Kleist“) gespielt.
Interviews zum militärischen Widerstand:
- The World at War von Hugh Raggett (UK 1971)
- Das ruhelose Gewissen von Hava Kohav Beller (USA 1991)
- Zeugen des Jahrhunderts mit Hans-Christoph Knebusch (ZDF, D 1994)
- Das Regiment von Siegfried Gebser (D 2004)
- Die Stunde der Offiziere[77] von Hans-Erich Viet (ZDF, D 2004)
- Offiziere gegen Hitler von Maurice Philip Remy (ARD, D 2004)
- Stauffenberg – Die wahre Geschichte von Oliver Halmburger (ZDF, D 2009)
- Der letzte Zeuge mit Alexander Kluge (Sat.1, D 2010)